# 高盧戰記
《高盧戰記》（拉丁語：Commentarii de Bello Gallico），凱撒描述自己从前58年到前50年擔任高盧行省省長時遭遇到種種事件的隨記。
全書共分成8卷，每章各描述整年凱撒遭遇的種種大事，其中包括戰事、舉辦祭典、巡迴裁判等行省大事。前七卷（即前58年至前52年這七年）為凱撒本人親筆著作，最後一卷（即前51年與前50年這兩年）則由凱撒的幕僚兼好友奧盧斯·伊爾久斯補充。
公元前52年—前51年，凱撒壓制住高盧領袖——維欽托利所發起的聯合作戰，高卢基本平定。而同時他在羅馬的政治地位也開始動搖，前三頭同盟之一的克拉蘇於安息戰死，龐培表面雖沒跟凱撒決裂，卻在共和派元老貴族指摘凱撒時不為其辯護而袖手旁觀。《高盧戰記》即是凱撒為了反駁共和派元老的政治攻擊，並作为自己在羅馬的擁護者的宣傳守則。书中对于每次战事不得不爆发的原因都进行了详细的说明，用以辩护凯撒多次违反了他自己在担任罗马执政官时通过的《尤理亚反贿赂法》的问题。

## 內容
- 卷一（公元前58年）

開頭第一段簡略介紹高盧的地理人口概況，接著描述赫爾維蒂人奧爾吉托利科斯（Orgetorix）的野心。
- 卷二（公元前57年）

比爾及人之役-凱撒渡過阿克松奈河-解畢布拉克德之圍-懲罰俾洛瓦企人-擊敗納爾維人-攻擊要塞阿杜亞都企-布勃留斯·克拉蘇斯報告已征服高盧沿海諸邦-羅馬為凱撒的功績舉行15天謝神祭.
- 卷三（公元前57—56年）

塞維烏斯·蓋爾巴在奧克多杜勒斯擊退塞鄧尼人和維拉格里人的攻擊-文內幾人之役-季度留斯·薩賓弩斯對文內里人的戰爭-布勃留斯·克拉蘇斯在阿基坦的戰爭-凱撒對莫里尼人和門奈比人的戰爭.
- 卷四
- 卷五
- 卷六
- 卷七
- 卷八

## 文化与历史价值
由于凯撒是罗马共和国时期第一位进军日耳曼等地区的将军，《高卢战记》对古罗马时期高卢和日耳曼地区从氏族会社逐渐解体，到萌芽状态国家出现这段时间里的政治、社会、风俗宗进行了有系统地记述，成为后世研究原始社会和民族学的重要依据。
恩格斯在其著作《家庭、私有制和国家的起源》、《马尔克》、《论日耳曼人的古代历史》中，将本书作为重要参考文件。

## 中文譯作

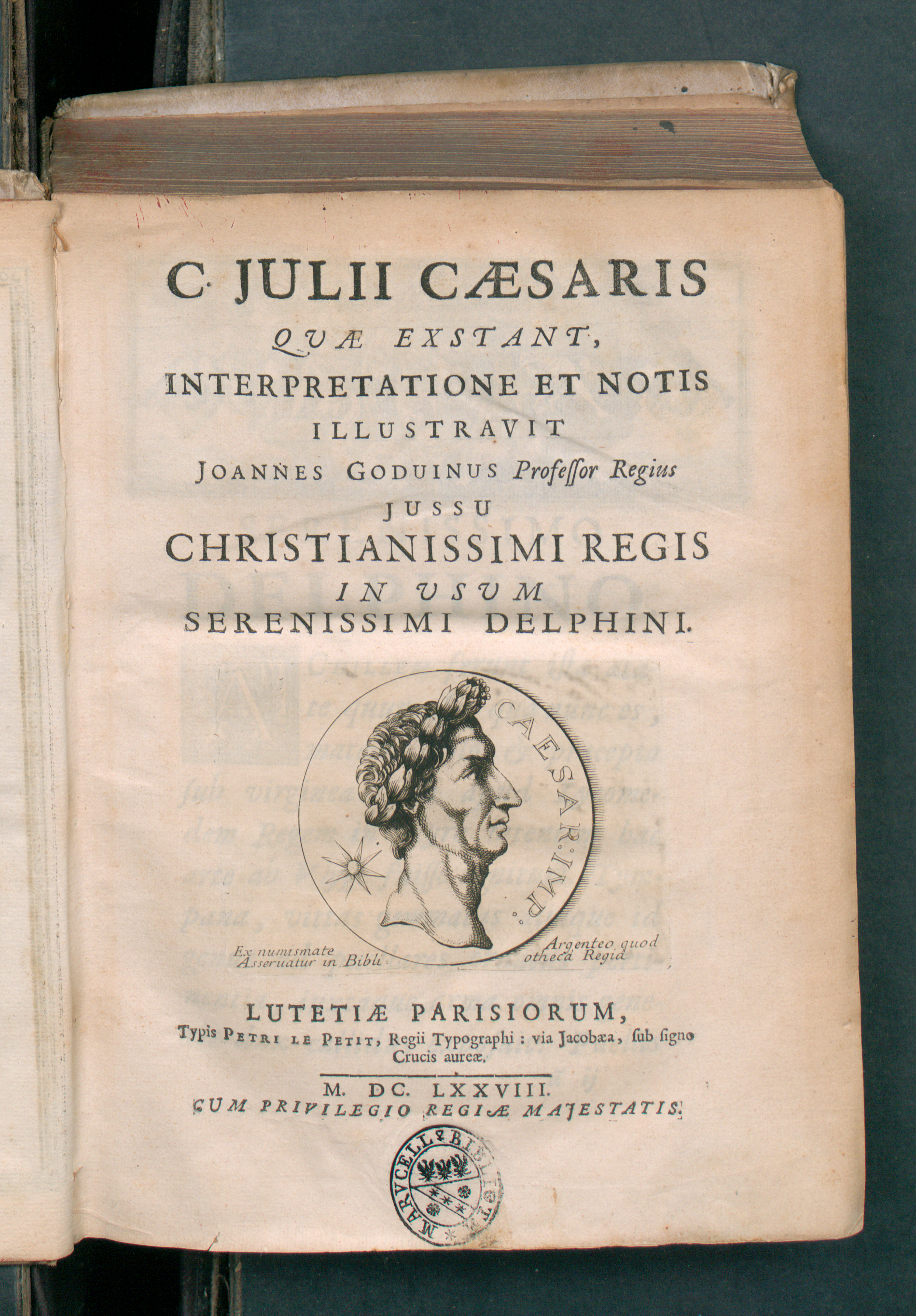
C. Julii Caesaris quae exstant, 1678

- 任炳湘譯《高盧戰記》，大陸版由商務印書館出版（1979年9月初版），台灣版由臺灣商務印書館出版（1998年8月初版）。底本为德国学者Klotz的拉丁文校勘本（Teubner丛书）。
- 崔薏萍、鄭曉村合譯《凱撒的高盧戰記》，台灣版由臺灣的帕米爾書店出版（1984年3月初版），大陸版名为《恺撒战记·高卢战记》由吉林出版集团有限责任公司出版（2013年1月初版）。底本为英译文。提纲、音译名、译文与任炳湘译本多有雷同，有抄袭的嫌疑。[2]
- 段旭蛟譯《高盧戰記》，中國社會出版社發行（1999年初版）。译文水准低落。
- 米拉译《高卢战记》，中信出版社（2013年6月初版）。底本为英译文。
- 乔光宇譯《高盧戰記》，豆瓣阅读电子版（2013年初版）。译文流畅但不准确。[3]